# 日交シティバス
日交シティバス株式会社（にっこうシティバス、Nikko City Bus Co.,Ltd）は、大阪府・兵庫県で乗合バスを運行していた事業者である。日本交通 (大阪府)・日本交通 (神戸市)から分社した。本社は大阪府大阪市港区磯路2丁目23番27号。
日本交通ウェブサイトの各路線運行会社欄によると2013年5月ごろに高速バスを日本交通 (神戸市)に移管し、2015年8月までにサブローバスも日本交通 (神戸市)に移管している。またウェブサイトに掲載されている会社パンフレットからは2014年7月時点で社名が消滅している。また兵庫県バス協会の乗合会員名簿には2013年6月24日時点で社名が掲載されていたが、2014年9月20日時点で日本交通に差し替えられている。
ガンバ大阪、セレッソ大阪のオフィシャルバスを持っており、高速バスと兼用している。そのため淡路島、鳥取県内でも時々この車両を見かけることがある。

## 営業所(車庫)の所在地
弁天営業所はなにわナンバー、神戸、兵庫の各営業所は神戸ナンバー。
- 弁天営業所
  - 大阪府大阪市港区磯路二丁目23番27号
- 神戸営業所
  - 兵庫県神戸市中央区港島八丁目11番6号
- 兵庫営業所
  - 兵庫県西宮市鳴尾浜一丁目16番2号

## 路線

### 高速バス
詳細な運行案内および発券業務・共同運行に関する事項は、当該記事および#外部リンクの日本交通サイトを参照のこと。
- 神戸三宮 - 舞鶴線
  - 三宮バスターミナル - 東舞鶴駅前・舞鶴営業所
- 大阪なんば - 舞鶴線
  - なんば（OCAT） - 東舞鶴駅前・舞鶴港フェリーターミナル・舞鶴営業所
- 神戸三宮 - 福知山線
  - 三宮バスターミナル- 福知山駅前
- 山陰特急バス（大阪・神戸 - 鳥取線・昼行便）
  - USJ/弁天町・なんば(OCAT) - 鳥取駅
- 山陰特急バス（大阪 - 米子線・昼行便）
  - USJ/弁天町・なんば(OCAT)/阪急大阪梅田駅（阪急三番街） - 米子営業所・境港駅
- 山陰特急バス（神戸 - 米子線・昼行便）
  - 三宮バスターミナル - 米子営業所

### シャトルバス
詳細な運行案内および発券業務・共同運行に関する事項は、当該記事および#外部リンクの日本交通サイトを参照のこと。
- サブローバス
  - 三ノ宮駅 - 神戸ベイシェラトンホテル

片道運賃が360円であることが愛称の由来であるが、360という数字には『「3」のみやから「6」っこうアイランドまでこのバスで「O(0)」K』という意味もこめられている。みなと観光バス (神戸市)と共同運行だが、同社と異なり新神戸駅や神戸国際大学前までは運行しない。

### 過去の路線
- 神戸・大阪 - 岐阜線
  - 三宮バスターミナル/USJ・なんば（OCAT） - 岐阜バスターミナル

2008年10月1日より日交シティバス 担当便は運休。路線自体も10月13日の最終便をもって廃止された。
- OCAT - 神戸ベイシェラトンホテル - 神戸空港
- 大阪・神戸 - 淡路島特急線

2009年8月31日限りで自社便を廃止し、みなと観光バス (南あわじ市)の単独運行となる。発券業務のみ継続。

## 関連会社
- 日本交通 (大阪府)
- 日本交通大阪
- 堺日本交通
- 大タク
- 関西空港リムジン ※以前は全日空グループだった
- エクセル・リムジンサービス ※以前はリーガロイヤルホテルグループだった
- 吹田交通
- 日本交通 (神戸市)
- 日本交通 (三田市)
- 日本交通 (豊岡市)
- 日本交通 (京都市)
- 日本交通 (福知山市)
- 京都交通 (舞鶴)
- 日交協和
- 日本交通 (鳥取県)
- 鳥取自動車
- 中央タクシー (鳥取県)
- 倉吉交通
- 西伯タクシー
- 日本交通 (島根県)
- 島根日本交通
- クラウンタクシー (島根県)
- 鳥取県中央自動車学校